# Anomala sylphis
Anomala sylphis är en skalbaggsart som beskrevs av Bates 1888. Anomala sylphis ingår i släktet Anomala och familjen Rutelidae. Inga underarter finns listade i Catalogue of Life.